# Ozimops
Ozimops — рід рукокрилих, які проживають в Австралії, Новій Гвінеї, Індонезії.

## Види
- Ozimops beccarii
- Ozimops cobourgianus
- Ozimops halli
- Ozimops kitcheneri
- Ozimops loriae
- Ozimops lumsdenae
- Ozimops petersi
- Ozimops planiceps
- Ozimops ridei